# Rezolucja Rady Bezpieczeństwa ONZ nr 45
Rezolucja Rady Bezpieczeństwa ONZ nr 45 została przyjęta 10 kwietnia 1948 r.
Po przeanalizowaniu wniosku Birmy o członkostwo w Organizacji Narodów Zjednoczonych, Rada zaleciła Zgromadzeniu Ogólnemu przyjęcie tego państwa do swojego grona.
Uchwała została zatwierdzona większością dziesięciu głosów "za", przy jednym głosie wstrzymującym się od Argentyny.